# Oldambt
Oldambt è una municipalità dei Paesi Bassi di 39.428 abitanti situata nella provincia di Groninga e nella regione omonima (da cui ha preso il nome). È stata creata il 1º gennaio 2010 dalla fusione delle municipalità di Scheemda, Winschoten e Reiderland.